# Distretto di Tal'ne
Il distretto di Tal'ne (in ucraino Тальнівський район?) era un distretto (rajon) dell'Ucraina, situato nell'oblast' di Čerkasy. Il suo capoluogo era Tal'ne. È stato soppresso con la riforma amministrativa del 2020.